# 国際連合安全保障理事会決議540
国際連合安全保障理事会決議540（こくさいれんごうあんぜんほしょうりじかいけつぎ540、英: United Nations Security Council resolution 540）は、1983年10月31日に国際連合安全保障理事会で採択された決議である。イラン・イラク戦争に関係する。
安保理は、国際連合事務総長の報告とイラン政府とイラク政府からの協力が強化されていることに言及し、事務総長に対して引き続き調停努力を行うように求めた。
また、安保理決議540において、公海の自由航行権について確認した上で、1949年のジュネーヴ条約に違反するすべての行為を非難した。
さらに、ハビエル・ペレス・デ・クエヤル事務総長に対して、引き続き両国の戦闘を終わらせるための方法を模索するように求め、イランとイラク、他の加盟国に対して、現地が不安定になるような行動を控えるように求めた。
採決において、マルタ、ニカラグア、パキスタンが棄権したものの、賛成12で採択された。